# Корольов Володимир Іванович
Володимир Іванович Корольов (рос. Влади́мир Ива́нович Королёв; нар. 1 лютого 1955) — російський адмірал, колишній головнокомандувач ВМФ Росії.

## Біографія
Закінчив Вищу морську школу ім. Фрунзе в 1977 році. У 1987 році він навчався у програмі старшого спеціального офіцера Військово-морської академії ім. Корольова служив на підводних човнах спочатку як навігатор на К-467 (1977–1981), а потім як заступник командира К-495 (1981—1984), командир підводного човна К-488 (1987–88), командир підводного човна К-387 (1988—1986) 93); заступник командира 24-ї підводної дивізії (грудень 1993 — квітень 1996 року).
Працював у протичовновому підрозділі Північного флоту (1996—2000 рр.), був командувачем бази у військово-морській базі Гаджієво в 2002 році. Згодом він був начальником штабу (вересень 2002 — серпень 2005 року), а потім командував підводними човнами 12-ї ескадрильї Північного флоту (серпень 2005 — листопад 2007 року).
У 2007 році Корольов був призначений заступником командира Північного флоту, а в 2008 році командував ескадрою кораблів, в тому числі бойовим крейсером «Петро Великий», брав участь у вправах у Карибському морі, відвідуючи Кубу, Венесуелу та Панаму. Корольов був призначений начальником штабу і заступником командира Північного флоту у 2009 році. У 2010 році він став командувачем Чорноморським флотом а в 2011 році був призначений командиром Північного флоту.
У 2014 році Корольов був призначений командувачем Арктичного об'єднаного стратегічного командування (Росія) для захисту російських арктичних інтересів. Корольов був призначений виконуючим обов'язки командира ВМФ Росії, коли його попереднику Віктору Чиркову довелося брати лікарняне. Корольов став командиром ВМС РФ у квітні 2016 року.
Корольов пішов з посади 3 травня 2019 року і був замінений головнокомандувачем ВМС Миколою Євменовим.

## Нагороди
- Орден «За заслуги перед Вітчизною» — 2009 рік
- Орден Військових Заслуг (Росія) — 1996
- Орден морських заслуг (Росія) — 2014 рік
- Наказ «За службу Батьківщині у Збройних Силах СРСР» — 3 клас — 1989 рік